# Лискун Юхим Федотович
Юхи́м Федо́тович Лиску́н (14(26) жовтня 1873, Атаки — 19 квітня 1958, Москва) — радянський учений у галузі тваринництва. Один із засновників радянської зоотехнічної науки. Академік ВАСГНІЛ від 1934 року. Заслужений діяч науки РРФСР від 1934 року. Лауреат Сталінської премії другого ступеня (1943).

## Біографія
Закінчив у Херсоні землеробське училище, 1900 року — Московський сільськогосподарський інститут.
Від 1906 року — професор Стебутовських курсів, від 1918 року — лісового інституту в Петрограді, від 1923 року — Московської сільськогосподарської академії імені К. А. Тімірязєва.
Іменем Лискуна названо Державний музей тваринництва в Москві.

## Наукова діяльність
Основні праці Лискуна присвячено вивченню та вдосконаленню вітчизняних порід сільськогосподарських тварин. Під керівництвом Лискуна складено план породного районування великої рогатої худоби в СРСР.
Лискун був автором низки підручників із тваринництва.